# Puskás Tivadar (orvos)
Puskás Tivadar (Veszprém, 1952. augusztus 16. –) magyar orvos, Szombathely volt polgármestere, országgyűlési képviselő, a KDNP frakcióvezető-helyettese.

## Élete
Tatabányán, az Árpád Gimnázium francia tagozatos osztályában érettségizett. 1977-ben végzett SOTE-n orvosként és mentőorvosként kezdett dolgozni. 2005-ben az év emberének választották Vas megyében. 2006-ban Fidesz-KDNP közös listán jutott be a parlamentbe a Vas megyei területi listáról. 2010-ben egyéni képviselőként jutott be a parlamentbe Vas megye 1. számú választókerületében.
2010-ben és 2014-ben Szombathely polgármesterévé választották. 2019-ben bejelentette visszavonulását, az önkormányzati választáson már nem indult.

### Vitatott döntései
2017 szeptemberében minden érdemi indoklás nélkül megtiltotta, hogy egy nyilvános közgyűlésen egyes személyek felszólaljanak.

## Díjai
- Az év Vasi embere (2005)
- A Magyar Érdemrend középkeresztje (2019)

## Művei
- A mentés szolgálatában, az ország szolgálatában; KDNP Országgyűlési Képviselőcsoportja, Bp., 2010 (Kereszténység és közélet)